# Lyckebyån (Algutsboda socken, Småland, 628319-148493)
Lyckebyån är en sjö i Emmaboda kommun i Småland och ingår i Lyckebyåns huvudavrinningsområde.